# 赤胴鈴之助
《赤胴鈴之助》是福井英一和武內綱義（武内つなよし）的日本漫畫作品，曾經廣播劇化、電影化、電視動畫化等。

## 故事
描寫北辰一刀流千葉周作道場的少年劍士，金野鈴之助的活躍。身穿父親的遺物赤色的胴（防具），所以被稱作「赤胴鈴之助」。

## 廣播劇
1957年，由ラジオ東京 （現TBSラジオ）廣播劇化，經由公募選出當時是小學生的吉永小百合等人出演。

## 電視劇

### 大阪電視放送（現・朝日放送）版
1957年9月20日～1958年10月3日放送。全55話。

### ラジオ東京（現・TBS電視台）版
1957年10月2日～1959年3月25日に放送。全55話。放送時間是毎週禮拜三18:15 - 18:45。出演有尾上綠也（6代目尾上松助）、小林重四郎、高杉哲平、神田正夫、吉永小百合（電視初出演）、野澤雅子、大平透、大塚周夫等。

### 富士電視台版
1985年7月8日放送。主演有木村一八、島田紳助等。

## 電視動畫
1972年4月5日～1973年3月28日在富士電視台系列放送。全52話。由東京電影（現：TMS Entertainment）製作。

## 戲作
月刊Afternoon2007年3月號的別冊付錄，揭載永井豪以美少女劍士「赤褌鈴乃介」為主人公的戲作作品。